# Duće
Duće (ejtsd: Ducse) falu Horvátországban Split-Dalmácia megyében. Közigazgatásilag Dugi Rat községhez tartozik.

## Fekvése
Split központjától légvonalban 19, közúton 22 km-re délkeletre, Omištól 1 km-re nyugatra a tengerpart és a 8-as számú főút mentén, a Poljica területén, a Mošnica-hegy alatt fekszik. Településrészei Luke, Rogača, Vavlja, Golubinke, Glavice és Dočina.

## Története
A térség már a történelem előtti időkben is lakott volt. Az északnyugatra fekvő Jesenice Zeljovići nevű településrésze felett található Turska peć-barlangból, valamint a tőle nem messze fekvő Ponistrice-barlangból a kőkorszaki ember használati eszközei kerültek elő. A térség első ismert népe az illírek egyik törzse a dalmátok voltak. Jelenlétüket a község területén található több várrom, halomsír és határt jelölő, kőből épített töltés bizonyítja. Az itt található kőhalmok közül jó néhány temetkezési célra szolgált, de van olyan amelyik az illír nemesi birtokok közötti határt jelölte. Ilyen kőtöltés húzódik az Orij-foktól a dućei Szent Márk templomig. A Duće feletti Jurišić gradinától keletre a legkeletibb Babnjači magaslaton Prika gradina felett szintén egy kőből épített töltés látható. Romanizált illírek Nareste nevű települése feküdt Jesenicén a tengerpart közelében. A rómaiak az i. e. 1. században foglalták el ezt a térséget, ahol több villagazdaságuk is volt. Ezek maradványait találták meg a dugi rati Žilić-háznál, valamint Krilo Gradišće nevű településrészén is. A közeli Omiš városának a helyén állt a római Oneum, mely egészen a horvát betelepülésig fennállt. A horvátok ősei a 7. században érkeztek ide és elpusztíották a még fennmaradt ókori településeket. A korai horvát államban ez a terület a tengermelléki, Klisszai zsupánság része volt. A supetari kartular már 1080-ban említi a stomoricai Szűz Mária templomot, hely a falu mai területének első temploma volt.
Duće alapítását a 12. századra tehetjük, amikor a Szent Márk templomot építették. Ezt a tényt írásos forrás is megerősíti. Luka Jurčević plébános 1762-ből származó feljegyzésének másolata, mely a plébánia historia domusában szerepel arról szól, hogy a templomot 1150. január 10-én kezdték építeni. Ezt az állítást a templom román stílusú elemei is alátámasztják.
Előbb az omiši Kačić nemzetség birtoka volt, majd a 14. századtól az ún. Poljicai Köztársaság részeként viszonylagos önállóságot élvezett. Ezen belül Donja Poljicához tartozott. 1444-ben a Velencei Köztársaság uralma alá került, mely az 1482-es Poljicai Statutumban megerősítette a poljicaiak kiváltságait. A török betörések már a 15. század második felében megkezdődtek, majd a 16. század elején területe török uralom alá került. Bár egyházilag a spliti érsekséghez tartozott, az állandó török fenyegetés miatt az érsekség nem tudta biztosítani a lelkipásztori szolgálatot. Ezért 1590-ben létrehozták a poljicai helynökséget, mely egészen a Poljicai Köztársaság megszűnéséig működött. A török fennhatóság az 1699-es karlócai békéig tartott, amikor újra velencei uralom alá került. Az 1718-as pozsareváci békével immár nyugodtabb élet és viszonylagos jólét következett erre a vidékre. Házak épültek, megújultak a templomok, nőtt a lakosság létszáma.
A velencei uralom 1797-ben ért véget, amikor Dalmáciával együtt ez a terület is osztrák uralom alá került. 1807. június 5-én a Split közelében fekvő Stobreč határában zajlott csatában francia csapatok véget vetettek Poljicai Köztársaságnak. Napóleon lipcsei veresége után 1813-ban újra az osztrákoké lett. Az 1849-es területi átrendezéskor Duće önálló káplánságként az omiši plébánia irányítása alá került. A településnek 1857-ben 78, 1910-ben 224 lakosa volt. A 20. század elején a lakosság a Mošnica aljáról a tengerpart felé kezdett áttelepülni, ahol újabb településeket hozott létre. A lakosságnak a part felé való átköltözése a régi települések teljes elnéptelenedéséhez vezetett. A régi faluban csak a 20. század közepéig éltek emberek. 1918-ban az új szerb-horvát-szlovén állam, majd később Jugoszlávia része lett. A második világháború után a szocialista Jugoszláviához került. A század közepén népesültek be a part közeli Polje, Luka, Rogač, Vavlje, Glavica és Dočine településrészek, vagyis a mai értelemben vett Duće részei, melyek ma már egyetlen hosszú települést alkotnak. A plébánia is csak az 1960-as évekig működött a régi településen. A település 1991 óta a független Horvátországhoz tartozik. 2011-ben a településnek 1561 lakosa volt, akik főként a turizmusból éltek.

## Lakosság
| Lakosság változása | Lakosság változása | Lakosság változása | Lakosság változása | Lakosság változása | Lakosság változása | Lakosság változása | Lakosság változása | Lakosság változása | Lakosság változása | Lakosság változása | Lakosság változása | Lakosság változása | Lakosság változása | Lakosság változása | Lakosság változása |
| ------------------ | ------------------ | ------------------ | ------------------ | ------------------ | ------------------ | ------------------ | ------------------ | ------------------ | ------------------ | ------------------ | ------------------ | ------------------ | ------------------ | ------------------ | ------------------ |
| 1857               | 1869               | 1880               | 1890               | 1900               | 1910               | 1921               | 1931               | 1948               | 1953               | 1961               | 1971               | 1981               | 1991               | 2001               | 2011               |
| 78                 | 179                | 166                | 183                | 189                | 224                | 226                | 357                | 171                | 253                | 262                | 416                | 420                | 1.345              | 1.640              | 1.561              |

## Nevezetességei
- Szent Antal és a Havas boldogasszony tiszteletére szentelt plébániatemploma[4] a Vavlje nevű településrészen, a tengerpart közelében áll. A betonból épített templomot 1982. szeptember 19-én szentelte fel Franić érsek, de akkor még nem volt teljesen befejezve. A templomnak kettős titulust adtak, ezzel is tisztelegni akartak a régi plébániatemplom előtt. A modern épület Eugenija Hamzić építész tervei szerint épült. Harangtornyát pótlólag építették elé. Az oltár kőből faragott menzája a hajók kapitányi hídját formázza. A mennyezetet betonból készült kazetták tagolják. A kápolna bejáratánál áll a keresztelőmedence.
- A Szűz Mária, vagy más néven Stomoricai boldogasszony templom a régi Selo település feletti Vršina nevű magaslaton található. A Supetari kartular említi először 1080-ban, tehát mindenképpen ez előtt az időpont előtt épült. Valószínűleg a Szűz Mária templom volt Duće legelső plébániatemploma, ma a templomtól északnyugatra fekvő Truše településrész is ide tartozik. 1944. szeptember 17-én a templomot teljesen lerombolták, de már 1946-ban ugyanazon a helyen újjáépítették a helyi lakosok. A felszentelés alkalmával egy a résztvevők számára szokatlan jelenség történt. A mise előtt 10 óra tájban a templom felett hóvihar támadt. A hópelyhek nem estek le a földre, hanem lebegtek a levegőben és esőcseppekké alakultak át. Az egész jelenség mintegy 20 percig tartott.
- A Szent Márk templom[5] a régi Selo falutól nyugatra található. Hosszú ideig ez volt a település plébániatemploma, majd 1864-től temetőkápolnaként szolgált. Az épületnek román stílusú elemei vannak, de a pengefalú harangtorony gótikus stílusú. A mai épület összességében az átépítések miatt keveset őrzött meg eredeti formájából, ezért keverednek benne a különböző építészeti stílusok. A plébánia historia domusában található az a levélmásolat, melynek eredetijét 1762-ben írta Luka Jurjević atya. Ebben azt állítja, hogy a templom építése 1150. január 10-én kezdődött. A templomot azután a 14. és a 15. században is átépítették. A templom harangja 1468-ból való, ez is a régiségét bizonyítja. 1711-ben Cupilli érsek plébániatemplomnak nevezi. Eredetileg egy hajója és apszisa volt, majd a 15. században északi oldalát bővítették, így kapta mai kettős templom formáját. Boltozata csúcsíves, gótikus, homlokzatán kis kereszt alakú nyílás látható. Oltárának menzája falazott oszlopon áll. A menzán hatszögű csillag és félhold látható, mely azt jelzi, hogy egykor sírkőlap volt. Az északi bővítményben áll a Szent Antal oltár, melynek oltárképe egy triptichon középen Szűz Mária és a gyermek Jézus alakjával. A tető kőlapokkal van befedve.
- A Szent Anta templom is Selon található. Mai formájában 1864-ben építették a régebbi templom helyére, amely még a 18. század második felében épült. Tágasabb tere miatt és mert a faluban állt az új plébániatemplom felépítéséig ez volt a falu plébániatemploma. Piramis záródású harangtornyát 1939-ben építették, a harangok szintjén minden oldalon két-két félköríves, hosszúkás ablaknyílás látható rajta. Az oltáron a Szűzanya és a kis Jézus képe állt, Vlaho Bukovac munkája, melyet ma a plébánián őriznek. A homlokzaton a bejárat felett kereszt motívummal díszített körablak, két oldalt egy-egy hosszúkás félköríves ablak, az oromzaton pedig két harang számára kialakított nyitott harangtorony látható. Az épületet 1991-ben teljesen felújították.
- Az új temetőben áll a Keresztelő Szent János kápolna, melyet 1972-ben építettek. Modern épület, homlokzatán nagy kereszttel, felette pedig egy nagy kerék ábrázolással, mindkettőt fémmel burkolták. Egyszerű, szembemiséző oltára van a szent külön talapzaton álló szobrával.
- A Duće feletti Jurišić gradinától keletre a legkeletibb Babnjači magaslaton Prika gradina felett széles, erős, kőből épített töltés látható. A helynek stratégiai jelentősége volt, mert innen ellenőrizni lehetett a Brač-csatornát, a Mosor-hegység előterét, egyúttal előretolt őrhelye volt a Zakučac feletti fontos Gradac nevű erősségnek.
- Az itt található kőhalmok közül jó néhány temetkezési célra szolgált, de van olyan amelyik az illír nemesi birtokok közötti határt jelölte. Ilyen kőtöltés húzódik az Orij-foktól a dućei Szent Márk templomig, melyet a Sumpetari oklevél Mucla longa, az osztrák kataszteri térkép pedig Per sassa néven jelöl. A Piščenica nevű kőtöltés a Putuntina és a Narestina nemzetségek közötti határt jelölte.

## Gazdaság
A helyi gazdaság alapját hagyományosan a mezőgazdaság és az állattartás képezte. Ma a lakosság fő bevételi forrása a turizmus.